# Адела Самудіо
Пас Хуа́на Пла́сіда Аде́ла Рафае́ла Саму́діо Ріверо (ісп. Paz Juana Plácida Adela Rafaela Zamudio Rivero, більш відома як Аде́ла Саму́діо / ісп. Adela Samudio; 11 жовтня 1854, Кочабамба, Болівія — 2 червня 1928, там же) — видатна болівійська письменниця і поетеса, феміністка та педагогиня. Започаткувала феміністський рух у Болівії. Писала також під пвсевдонімом Соледа́д (тобто самотність).

## З життєпису
Народилася у великому місті Кочабамбі 11 жовтня 1854 року у родині привілейованого класу. Відвідувала загальноосвітню школу, також її навчали вдома батько Дон Адольфо Самудіо та мати Донья Модеста Рібейро де Самудіо.
Адела Самудіо викладала в школі Сан-Альберто, потім посіла посаду директора жіночої гімназії, названої пізніше на її честь.
Поезія Адели Самцдіо перейнята переживаннями за соціальну невлаштованість Болівії, романтичними почуттями до революції. Перший вірш «Дві троянди» вона написала в 15 років, але першу збірку видала 20 років по тому.
У 1926 році А. Самудіо нагородили королівською премією Болівії.
Її твір Quo Vadis викликав засудження жінок вищого світу та священнослужителів. Ліга католичок публічно засудила її за відкидання релігії.
Самудіо писала статті до газет, просуваючи ідеї демократичних реформ, виступала за права жінок, легалізацію розлучення.

## Твори
- Essayos poéticos (1887)
- Violeta o la princesa azul (Віолета та Синя принцеса) (1890)
- El castillo negro (Чорний замок) (1906)
- Intimas (Близькі друзі) (1913)
- Ráfagas (Пориву вітру) (1914)
- Peregrinando (Проща) (1943)
- Cuentos breves (Короткі оповідання) (1943)

## Пам'ять
День народження Адели Самудіо у Болівії відзначається як «День болівійських жінок».
Поетесу внесли у 999 видатних жінок на «Поверсі спадщини» арт-феміністки Джуді Чикаго.
У 2021 році на її честь був названий новий вид мурах Hylomyrma adelae, знайдений у Болівії.